# فهرست خان‌های خانات جغتای
فهرست خان‌های خانات جغتای فرمانروایان ایالت جغتای از سال ۱۲۲۷ تا برکناری آنها از قدرت توسط جونغارها و دست‌نشاندگان آنها در سال ۱۶۸۷ بودند.

## خان‌های خانات جغتای
| نام خان | حکومت                         | دین        |
| --- | ----------------------------- | ---------- |
| جغتای چغتائی خان | 1226–1242میلادی               | تنگری‌باوری |
| قره هولگو قارا هلاکو | 1242–1246میلادی حکمرانی نخست  | تنگری‌باوری |
| یسو مونگکه یهسو مونکو | 1246–1252میلادی               | تنگری‌باوری |
| قره هولگو قارا هلاکو | 1252میلادی دومین حکمرانی      | تنگری‌باوری |
| مبارک شاه مبارک شاه در این زمان مادرش اورغنه نایب‌السلطنه بود | 1252–1260میلادی حکمرانی نخست  | اسلام      |
| الغو الغو | 1260–1266میلادی               | تنگری‌باوری |
| مبارک شاه مبارک شاه | 1266میلادی دومین حکمرانی      | اسلام      |
| غیاث‌الدین براق غیاث الدین باراق | 1266–1270میلادی               | اسلام      |
| قایدو و پسرش چاپار بن کایدو از سال ۱۲۷۰ تا ۱۳۰۴ به عنوان خانهای بالفعل حکومت کردند. خان‌های چاگاتای در این دوره توسط آنها منصوب شدند، اما زمانی که سعی کردند قدرت خود را اعمال کنند، همچنان شورش کردند.                    |                               |            |
| نهگوبائی نهگوبائی Under قایدو | 1270–1272میلادی               | اسلام      |
| بغا تیمور بغا تیمور بن قداقچی Under قایدو | 127?–1282میلادی               | اسلام      |
| دووا (خان) دووا Under قایدو & Chapar bin Kaidu | 1282–1306میلادی               | اسلام      |
| بازسازی استقلال خانات جغتای. |                               |            |
| دووا (خان) دووا | 1306–1307میلادی               | اسلام      |
| کنچک خان کونچهک | 1307–1308میلادی               | اسلام      |
| طالق خان تالقو بن قداقچی | 1308–1309میلادی               | اسلام      |
| کبک خان قبق بن دووا | 1309–1310میلادی حکمرانی نخست  | تنگری‌باوری |
| ایشان بغا ایشان بغا | 1310–1318میلادی               | تنگری‌باوری |
| کبک خان قبق بن دووا | 1318–1325میلادی دومین حکمرانی | تنگری‌باوری |
| الجیگیدی ? | 1325–1329میلادی               | تنگری‌باوری |
| دووا تیمور دووا تیمور | 1329–1330میلادی               | اسلام      |
| تارماشیرین علاء الدین تارماشیریں | 1331–1334میلادی               | اسلام      |
| بوزان (خان) بوزان | 1334–1335میلادی               | تنگری‌باوری |
| چانگشی چانگشی | 1335–1338میلادی               | تنگری‌باوری |
| یسون تیمور یسون تیمور | 1338–1342میلادی               | تنگری‌باوری |
| علی-سلطان علی سلطان | 1342میلادی                    | اسلام      |
| محمد بن پولاد محمد ابن پلاد | 1342–1343میلادی               | اسلام      |
| غازان خان بن یساور غازان خان | 1343–1346میلادی               | اسلام      |
| مرگ غازان خان به معنای پایان قدرت مؤثر خان‌های جغتای در «خانات» بود. خان‌های بعدی فقط به نام حاکم بودند. قزاقان لقب «امیر» را گرفت و برای مشروعیت بخشیدن به خود لقب خان را به دسمیلادی از چنگیز خان به انتخاب خود اعطا کرد. |                               |            |
| دانشمندچی دانشمندچی Under Amir Qazaghan | 1346–1348میلادی               | اسلام      |
| در زمان سلطنت امیر قزاقان خانات جغتای به یک کنفدراسیون آزاد از قبایل تبدیل شد. این امر منجر به تقسیم امپراتوری در سال ۱۳۴۷ میلادی به «خانات چاگاتای غربی» شد. و قسمت شرقی معروف به مغولستان (خانات) تحت طغلق تیمور.       |                               |            |

- ردیف‌های آبی نشان دهنده قاعده اسمی است.